# Yarnfield
Yarnfield är en by i Staffordshire i England. Byn är belägen 10,9 km 
från Stafford. Orten har 1 541 invånare (2015).